# Lendlease Group
Lendlease Group ist ein australisches Unternehmen mit Sitz im International Towers in Barangaroo, Sydney. Das Unternehmen ist im australischen Aktienindex S&P/ASX 50 gelistet. Lendlease Group ist in der Immobilien- und Baubranche tätig. Im Unternehmen sind rund 13.000 Mitarbeiter beschäftigt. Gegenwärtiger Vorsitzender ist David Crawford.

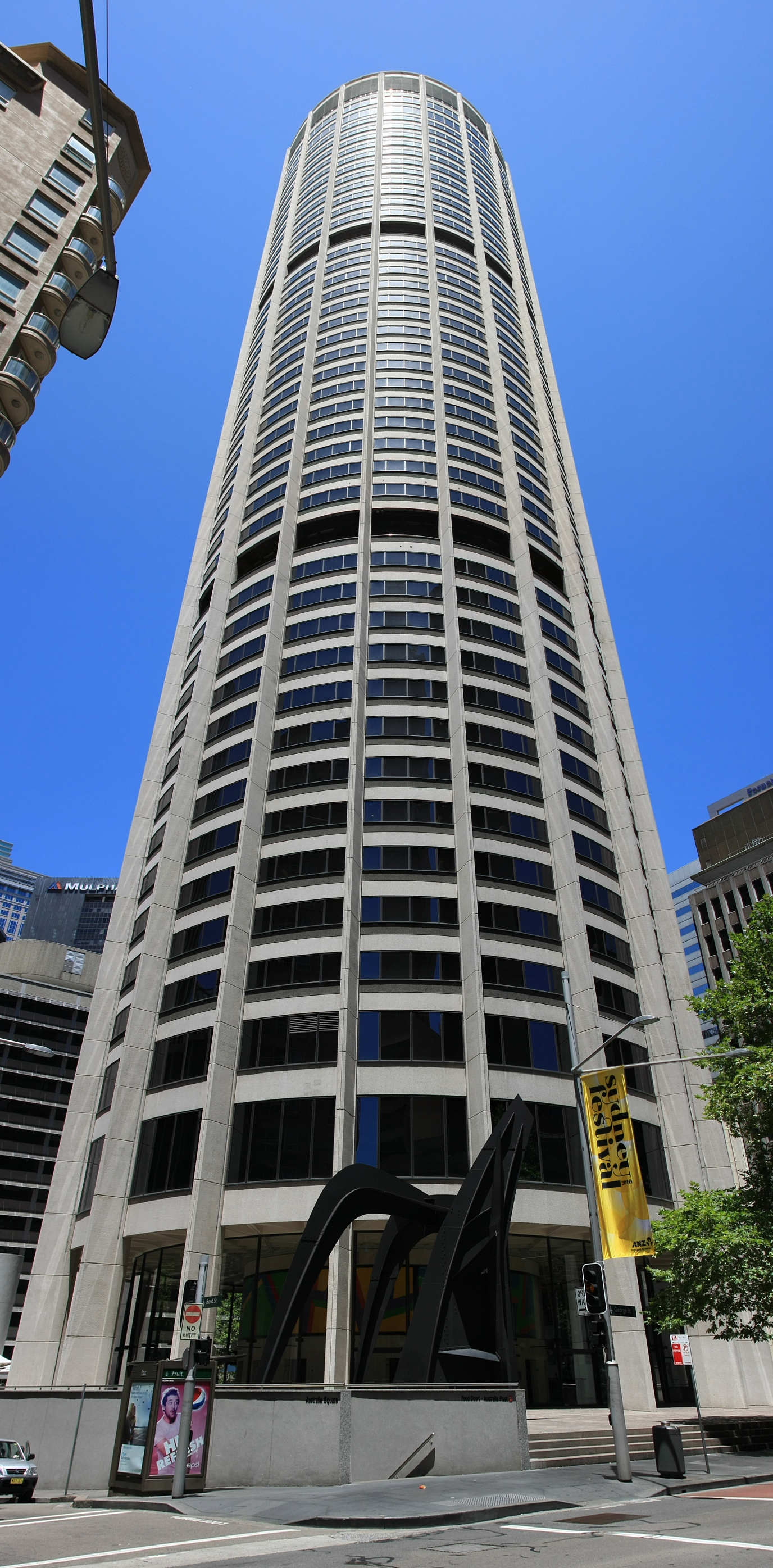
Australia Square Tower

## Geschichte

### Vorgeschichte und Gründung
Dick Dusseldorp hatte ab 1951 das Unternehmen Civil & Civic als Joint Venture im Auftrag von Bredero's Bouwbedrijf und der Royal Dutch Harbour Company aufgebaut. Das Unternehmen diente als australisches Subunternehmen für Bauaufträge und war zunächst vor allem im Rahmen von Planung und Bau des Snowy-Mountains-Systems tätig.
Die Lend Lease Corporation wurde 1958 durch Dusseldorp etabliert, um Finanzierungen für Bauaufträge von Civil & Civic bereitzustellen. 1959 kam es zum Vertragsabschluss zum Bau der Oper Sydney, an dem Civil & Civic in zentraler Rolle beteiligt war. Im Jahr 1961 erwarb Lend Lease dann Civil & Civic von Bredero's Bouwbedrijf.

### Börsengang und Ausweitung der Geschäftstätigkeiten
1962 folgte der Börsengang an der Sydney Stock Exchange. 1966 wurde das Einkaufszentrum Bankstown Square in Sydney eröffnet. 1967 war die Eröffnung des Australia Square Tower in Sydney, er war bis 1976 das höchste Gebäude Australiens.
Die Geschäftstätigkeit wurde 1971 mit einer ersten Niederlassung auf die Vereinigten Staaten ausgeweitet und Lend Lease legte den General Property Trust (GPT), ein Real Estate Investment Trust, auf.
1973 folgte eine Ausdehnung der Tätigkeiten auf Singapur. 1978 wurde das MLC Center in Sydney, ein 228 m hohes Bürohochhaus, eröffnet.
Im Jahr 1982 erwarb Lendlease 50 % der MLC Life Limited, einen australischen Finanzdienstleister, und 1985 den Rest des Unternehmens. Die Anlagephilosophie von MLC wurde 1986 eingeführt. Später, im Jahr 2000, wurde das Unternehmen für 4,56 Milliarden Dollar an die National Australia Bank verkauft, eine der größten Fusionen in der australischen Unternehmensgeschichte.
1983 wurde die Land Lease Foundation gegründet.
1988 wurden das Sydney Football Stadium und das National Tennis Centre in Melbourne eröffnet. Im selben Jahr war auch der Beginn der Geschäfte in Japan. 1989 startete der APPF Investment Fund in Australien. 1991 war der Beginn der Geschäfte im Vereinigten Königreich. 1993 wurde Sunshine Plaza, ein Einkaufszentrum in Maroochydore, Queensland, eröffnet. 1999 war die Eröffnung von Bluewater Shopping Centre, Stone, Kent und des Olympisches Dorfes Sydney.
1999 gründete das Unternehmen Actus Lend Lease durch die Übernahme des Geschäftsbereichs MILCON und technisches Baumanagement der Actus Corporation und ergänzte dieses Geschäft mit eigenen Fachleuten. Zu dieser Zeit erwarb das Unternehmen auch Bovis Construction, einen britischen Baukonzern, von P&O.
Im Jahr 2000 kaufte Lend Lease das gewerbliche Hypothekengeschäft von Amresco. 2001 erwarb Lendlease die Delfin Property Group (jetzt Lend Lease Communities) für 172 Millionen Dollar. 2005 kaufte es Crosby Homes (jetzt Lend Lease Residential Development) für rund 240 Millionen Pfund. 2001 folgte auch ein Vertragsabschluss Victoria Harbour, Melbourne, für ein erstes Städtebauprojekt.
2005 wurde GPT eigenständig. 2009 erfolgte ein Vertragsabschluss für das Barangaroo South Project, Sydney. 2010 war der Vertragsabschluss für das International Quarter Project, London. 2012 wurde Setia City Mall, Malaysia eröffnet. 2014 kam es zum Verkauf des Bluewater Shopping Centre. 2017 wurde ein Vertrag über den Bau der Melbourne Metro unterzeichnet. 2018 folgte ein Vertragsabschluss über das Milano Santa Giulia Project, Mailand und über das High Road West, Vereinigtes Königreich.
2023 verkündete das Unternehmen, weltweit rund 800 Stellen zu streichen. Dies sprach rund 10 % der zu diesem Zeitpunkt bei Lendlease Beschäftigten.

## Unternehmen
Lendlease wird von Michael J. Ullmer, als Vorstandsvorsitzender, und Geschäftsführer (CEO) Tony Lombardo geleitet. Für Europa ist Andrea Ruckstuhl als CEO Europe seit 2023 zuständig.